# Tandskräppa
Tandskräppa (Rumex dentatus) är en slideväxtart som beskrevs av Carl von Linné. Tandskräppa ingår i släktet skräppor, och familjen slideväxter. Arten förekommer tillfälligt i Sverige, men reproducerar sig inte. Utöver nominatformen finns också underarten R. d. dentatus.